# Australian Journal of Chemistry
Australian Journal of Chemistry (abrégé en Aust. J. Chem.) est une revue scientifique à comité de lecture. Ce journal publié mensuellement inclut des articles de recherches originales dans tous les domaines des sciences chimiques.
D'après le Journal Citation Reports, le facteur d'impact de ce journal était de 1,558 en 2014. Le directeur de publication est Curt Wentrup (Université du Queensland, Australie).